# Sidi M'hamed Ben Ali
Sidi M'hamed Ben Ali (em árabe: سيدي امحمد بن علي) é uma comuna localizada na província de Relizane, Argélia. De acordo com o censo de 2008, a população total da cidade era de 20 096 habitantes.